# Älmhult
Älmhult es una localidad en la provincia de Kronoberg, Suecia, la sede del municipio homónimo. Tenía 8.955 habitantes en 2010. Fue aquí donde se construyó la primera tienda de IKEA (empresa de muebles sueca) en 1958. IKEA continúa teniendo una gran presencia corporativa en la ciudad y un museo de la historia de la empresa, el museo IKEA, fue inaugurado en la ciudad el 30 de junio de 2016.
El botánico Carl Linnaeus nació en Råshult, Stenbrohult, ahora parte del municipio de Älmhult.